# Tipula (Vestiplex) perretti
Tipula (Vestiplex) perretti is een tweevleugelige uit de familie langpootmuggen (Tipulidae). De soort komt voor in het Nearctisch gebied.